# Kurudampalayam
Kurudampalayam è una suddivisione dell'India, classificata come census town, di 13.129 abitanti, situata nel distretto di Coimbatore, nello stato federato del Tamil Nadu. In base al numero di abitanti la città rientra nella classe IV (da 10.000 a 19.999 persone).

## Geografia fisica
La città è situata a 11° 06' 19 N e 76° 55' 18 E.

## Società

### Evoluzione demografica
Al censimento del 2001 la popolazione di Kurudampalayam assommava a 13.129 persone, delle quali 7.096 maschi e 6.033 femmine. I bambini di età inferiore o uguale ai sei anni assommavano a 1.170, dei quali 594 maschi e 576 femmine. Infine, coloro che erano in grado di saper almeno leggere e scrivere erano 9.917, dei quali 5.836 maschi e 4.081 femmine.